# Copa serbo-montenegrina de futbol
La copa serbo-montenegrina de futbol fou la segona competició futbolística de l'antic estat de Sèrbia i Montenegro.

## Història
Mentre Sèrbia i Montenegro formaven part de la República Federal Socialista de Iugoslàvia, els clubs d'aquestes dues nacions disputaven a la copa iugoslava de futbol. Quan es produí la dissolució de l'antic estat l'any 1992, es creà la República Federal de Iugoslàvia, formada únicament per Sèrbia i Montenegro. La copa de futbol mantingué el nom (Copa de Iugoslàvia), tot i que en realitat es tractava de la copa de futbol de Sèrbia i Montenegro. Finalment, l'any 2003, Iugoslàvia passà a anomenar-se Sèrbia i Montenegro, nom que també fou adoptat per la copa. L'any 2006 aquesta competició cessà les seves activitats, creant-se dues noves competicions, la copa sèrbia de futbol i la copa montenegrina de futbol, seguint la declaració d'independència de Montenegro.

## Historial
Font:
Copa de la República Federal de Iugoslàvia
| Temporada | Campió            | Resultat         | Finalista             |
| --------- | ----------------- | ---------------- | --------------------- |
| 1992      | FK Partizan (1)   | 1-0, 2-2         | Estrella Roja         |
| 1993      | Estrella Roja (1) | 0-1, 1-0 (5-4 p) | FK Partizan           |
| 1994      | FK Partizan (2)   | 3-2, 6-1         | FK Spartak Subotica   |
| 1995      | Estrella Roja (2) | 4-0, 0-0         | FK Obilic             |
| 1996      | Estrella Roja (3) | 3-0, 3-1         | FK Partizan           |
| 1997      | Estrella Roja (4) | 0-0, 1-0         | FK Vojvodina Novi Sad |
| 1998      | FK Partizan (3)   | 0-0, 2-0         | FK Obilic             |
| 1999      | Estrella Roja (5) | 4-2              | FK Partizan           |
| 2000      | Estrella Roja (6) | 4-0              | FK Napredak Krusevac  |
| 2001      | FK Partizan (4)   | 1-0              | Estrella Roja         |
| 2002      | Estrella Roja (7) | 1-0              | FK Sartid             |

Copa de Sèrbia i Montenegro
| Temporada | Campió               | Resultat   | Finalista              |
| --------- | -------------------- | ---------- | ---------------------- |
| 2003      | FK Sartid (1)        | 1-0 (prò.) | Estrella Roja          |
| 2004      | Estrella Roja (8)    | 1-0        | Buducnost Banacki Dvor |
| 2005      | Zeleznik Belgrad (1) | 1-0        | Estrella Roja          |
| 2006      | Estrella Roja (9)    | 4-2 (prò.) | OFK Beograd            |

## Palmarès
| Club                     | Regió  | Campionats | Edicions                                             |
| ------------------------ | ------ | ---------- | ---------------------------------------------------- |
| Estrella Roja de Belgrad | Sèrbia | 9          | 1993, 1995, 1996, 1997, 1999, 2000, 2002, 2004, 2006 |
| FK Partizan de Belgrad   | Sèrbia | 4          | 1992, 1994, 1998, 2001                               |
| FK Sartid Smederevo      | Sèrbia | 1          | 2003                                                 |
| FK Železnik Belgrad      | Sèrbia | 1          | 2005                                                 |

1. 1 2  Algunes fonts consideren l'edició de 1992 con la darrera edició de la Copa de la República Federal Socialista de Iugoslàvia, doncs la República Federal de Iugoslàvia no es creà fins al 27 d'abril de 1992, però, a la pràctica, els clubs croats i eslovens no hi participaren i el Željezničar bosni abandonà la competició a semifinals.